# Campeonato Asiático de Atletismo de 2013 - Salto em altura masculino
A prova do salto em altura masculino do Campeonato Asiático de Atletismo de 2013 foi disputada no dia 7 de julho de 2013 no Shree Shiv Chhatrapati Sports Complex em Pune, na Índia. 

## Recordes
Antes desta competição, os recordes mundiais e do campeonato nesta prova eram os seguintes:
|                       | Nome               | Nacionalidade | Altura  | Local     | Data                |
| --------------------- | ------------------ | ------------- | ------- | --------- | ------------------- |
| Recorde mundial       | Javier Sotomayor   | Cuba          | 2m 45cm | Salamanca | 27 de julho de 1993 |
| Recorde do campeonato | Mutaz Essa Barshim | Catar         | 2m 35cm | Kobe      | 9 de julho de 2011  |
| Recorde asiático      | Mutaz Essa Barshim | Catar         | 2m 40cm | Eugene    | 1 de junho de 2013  |

## Medalhistas
| Ouro               | Prata                                           |
| Bi Xiaoliang (CHN) | Jithin Thomas (IND) · Keyvan Ghanbarzadeh (IRI) |

## Cronograma
Todos os horários são locais (UTC+5:30).
| Data       | Hora  | Evento |
| ---------- | ----- | ------ |
| 7 de julho | 16:15 | Final  |

## Final
A final da prova ocorreu dia 7 de julho às 16:15.
| Posição          | Atleta               | Nacionalidade          | 1.95 | 2.00 | 2.05 | 2.10 | 2.15 | 2.18 | 2.21 | 2.24 | Resultados | Notas |
| ---------------- | -------------------- | ---------------------- | ---- | ---- | ---- | ---- | ---- | ---- | ---- | ---- | ---------- | ----- |
| Medalha de ouro  | Bi Xiaoliang         | China                  | –    | o    | o    | xo   | o    | o    | o    | xxx  | 2.21       |       |
| Medalha de prata | Jithin Thomas        | Índia                  | –    | –    | o    | o    | xo   | o    | o    | xxx  | 2.21       |       |
| Medalha de prata | Keyvan Ghanbarzadeh  | Irão                   | –    | –    | –    | xo   | o    | o    | o    | xxx  | 2.21       |       |
| 4                | Hiromi Takahari      | Japão                  | –    | –    | –    | o    | –    | o    | xxo  | xxx  | 2.21       |       |
| 5                | Majed Al-Din Ghazal  | Síria                  | –    | –    | o    | o    | xxo  | –    | xxo  | xxx  | 2.21       |       |
| 5                | Wang Chen            | China                  | –    | o    | o    | o    | xo   | xo   | xxo  | xxx  | 2.21       |       |
| 7                | Takashi Eto          | Japão                  | –    | –    | –    | o    | o    | o    | xxx  |      | 2.18       |       |
| 8                | Manjula Kumara       | Sri Lanka              | –    | –    | –    | o    | o    | xo   | xxx  |      | 2.18       |       |
| 9                | Nikhil Chittarasu    | Índia                  | –    | o    | o    | o    | xxo  | xxx  |      |      | 2.15       |       |
| 10               | Lee Sung             | Coreia do Sul          | –    | –    | o    | xo   | xxo  | xxx  |      |      | 2.15       |       |
| 11               | Nawaf Al-Yami        | Arábia Saudita         | –    | o    | o    | o    | xxx  |      |      |      | 2.10       |       |
| 12               | Pramote Pumurai      | Tailândia              | –    | o    | o    | xo   | xxx  |      |      |      | 2.10       |       |
| 13               | Lee Hup Wei          | Malásia                | –    | o    | o    | xxo  | xxx  |      |      |      | 2.10       |       |
| 14               | Navinraj Subramaniam | Malásia                | –    | o    | o    | xxx  |      |      |      |      | 2.05       |       |
| 15               | Yahya Abdul Haqim    | Brunei                 | o    | xo   | xxx  |      |      |      |      |      | 2.00       |       |
| 16               | Muamer Aissa Barsham | Catar                  | –    | xxx  |      |      |      |      |      |      | NM         |       |
| 17               | Saeed Abass          | Emirados Árabes Unidos |      |      |      |      |      |      |      |      | DNS        |       |

Legenda
| Recorde mundial       | Recorde mundial (World record)               |                       | Recorde africano                      | Recorde africano (African) |                                           | Q | Classificado por posição (Qualified) |
| Recorde do campeonato | Recorde do campeonato (Championship record)  | Recorde da América    | Recorde da América (Americas)         | q                          | Classificado por melhor tempo (Qualified) |   |                                      |
| Melhor marca do ano   | Melhor marca do ano (World leading)          | Recorde asiático      | Recorde asiático (Asian)              | DNS                        | Não largou (Did not start)                |   |                                      |
| Recorde nacional      | Recorde nacional (National record)           | Recorde europeu       | Recorde europeu (European)            | DNF                        | Não terminou (Did not finish)             |   |                                      |
| Recorde pessoal       | Recorde pessoal do atleta (Personal best)    | Recorde da Oceania    | Recorde da Oceania (Oceania)          | DSQ / DQ                   | Desclassificado (Disqualified)            |   |                                      |
| Recorde da temporada  | Recorde da temporada do atleta (Season best) | Recorde sul-americano | Recorde sul-americano (South America) | NM                         | Sem marca (No mark)                       |   |                                      |